# 罗城井
罗城井，位于中国广东省茂名市电白县电城镇庄垌村，为电白县的一个县级文物保护单位，类型为古建筑，公布时间为1984年9月28日。
罗城井的历史年代为明代。